# Річківська криниця
Річківська криниця — гідрологічна пам'ятка природи місцевого значення в Україні. Об'єкт природно-заповідного фонду Сумської області. 
Розташована на північно-східній околиці с. Річки Білопільського району Сумської області. 
Площа - 0,03 га. Статус надано Рішенням Сумської обласної ради від 27.04.2001 року. Перебуває у віданні Річківської сільської ради.
Охороняється самовитічне джерело води доброї питної якості у заплаві однієї з приток річки Крига.